# Brian May (compositeur australien)
Pour l’article homonyme, voir Brian May.
Brian May, né le 28 juillet 1934 à Adelaïde et mort le 25 avril 1997 à Melbourne, est un compositeur australien de musiques de film. Il est principalement connu pour avoir composé les musiques des films Mad Max et Mad Max 2.

## Filmographie

### Cinéma
- 1975 : The True Story of Eskimo Nell de Richard Franklin
- 1978 : Patrick de Richard Franklin
- 1979 : Mad Max de George Miller
- 1979 : Snapshot de Simon Wincer
- 1979 : Soif de sang (Thirst) de Rod Hardy
- 1980 : Harlequin de Simon Wincer
- 1980 : Nightmares de John D. Lamond
- 1981 : Déviation mortelle (Roadgames) de Richard Franklin
- 1981 : Le Survivant d'un monde parallèle (The Survivor) de David Hemmings
- 1981 : The Killing of Angel Street de Donald Crombie
- 1981 : Les Bourlingueurs (Race for the Yankee Zephyr) de David Hemmings
- 1981 : Mad Max 2, le défi (Mad Max 2 ou The Road Warrior) de George Miller
- 1982 : Breakfast in Paris de John D. Lamond
- 1982 : Les Traqués de l'an 2000 (Turkey Shoot) de Brian Trenchard-Smith
- 1983 : Kitty and the Bagman de Donald Crombie
- 1983 : Un homme et 7 couffins (A Slice of Life) de John D. Lamond
- 1984 : Jouer c'est tuer (Cloak & Dagger) de Richard Franklin
- 1984 : Innocent Prey de Colin Eggleston
- 1985 : Portés disparus 2 (Missing in Action 2: The Beginning) de Lance Hool
- 1986 : Dakota Harris (Sky Pirates) de Colin Eggleston
- 1986 : Le Secret du lac (Frog Dreaming ou The Quest) de Brian Trenchard-Smith
- 1987 : Riposte immédiate (Death Before Dishonor) de Terry Leonard
- 1987 : Steel Dawn de Lance Hool
- 1990 : Dead Sleep d'Alec Mills
- 1990 : Bloodmoon d'Alec Mills
- 1991 : La Fin de Freddy : L'Ultime Cauchemar (Freddy's Dead: The Final Nightmare) de Rachel Talalay
- 1992 : Hurricane Smith de Colin Budds
- 1992 : Dr. Rictus (Dr Giggles) de Manny Coto

### Télévision

#### Séries télévisées
- 1967 : Bellbird
- 1974 : Countdown
- 1974 : New Wave
- 1978 : Catspaw
- 1979 : Twenty Good Years
- 1980 : The Last Outlaw (en) (mini-série)
- 1983 : Carson's Law
- 1983 : La Vengeance aux deux visages (Return to Eden) (mini-série)
- 1986 : La Vengeance aux deux visages (Return to Eden) (22 épisodes)
- 1988 : A Dangerous Life (mini-série)
- 1991 : Les Contes de la crypte (Tales from the Crypt) (épisode : Split Second)
- 1991 : Le juge de la nuit (Dark Justice) (6 épisodes)

#### Téléfilms
- 1976 : The Sentimental Bloke d'Alan Burke
- 1977 : Sans issue de Robert Michael Lewis
- 1979 : Barnaby and Me de Norman Panama
- 1982 : L'Échéance fatale (..Deadline.. ) d'Arch Nicholson
- 1986 : Le Soleil en plein cœur ou L'Ultime Frontière (The Last Frontier) de Simon Wincer
- 1989 : Darlings of the Gods de Catherine Millar
- 1993 : Angle mort (Blind Side) de Geoff Murphy